# Con altura
«Con altura» es una canción de la cantante y compositora española Rosalía y el cantante colombiano J Balvin con la participación de El Guincho. Fue lanzada como sencillo el 28 de marzo de 2019 a través de Sony Music en compañía de un video musical.
La canción alcanzó el número uno en ventas digitales en España y fue el mejor debut de una canción en Spotify en el país, formando un gran hit. También logró alcanzar directamente en su primera semana el número uno en la lista oficial de sencillos en España publicada por PROMUSICAE y en su segunda semana fue certificada con disco de oro, permaneciendo simultáneamente en el número de la lista española durante seis semanas consecutivas. Actualmente es triple disco de platino, con más de 120.000 copias vendidas en dicho país. Alcanzó también la primera posición en listas de Argentina, Colombia, República Dominicana, México y Venezuela.
El vídeo musical fue dirigido por Director X y producido por Popp Rok Production, simula un viaje en un avión y en él hacen su aparición también los artistas participantes en el tema,(El Guincho y J Balvin) el vídeo ha sido galardonado con el premio a Mejor Vídeo Latino y Mejor Coreografía en los MTV Video Music Awards 2019.

## Composición
«Con altura» fue compuesta y producida inicialmente por Rosalía y Pablo Díaz-Reixa "El Guincho" y Frank Dukes. La frase “E’to vamo’ a arrancarlo con altura” tiene inspiración en el locutor de radio Mariachi Budda, el cual lo pronunció durante un programa de televisión, esto fue descubierto por Rosalía que decidió incluirlo en la canción. Tras finalizar el tema Rosalía envió este a J Balvin quién añadió sus versos a la composición inicial.

## Recepción

### Comercial
La canción alcanzó automáticamente después de su lanzamiento los primeros puestos en las listas de éxitos españolas, batiendo récords de reproducciones en el país, tanto en YouTube como Spotify. Fue número uno en YouTube España durante 6 semanas consecutivas, 13 no consecutivas. Durante la semana del 14 al 20 de junio de 2019 el vídeo alcanzó el número uno en el top global de la plataforma con más de 49,8 millones de visualizaciones. El vídeo acumula más de 2.000 millones de visualizaciones en Youtube y en Spotify supera los 1000 millones de reproducciones entrando dentro del Top 100 Global de la plataforma.

### Crítica
Revistas como GQ, Time o Billboard y medio como la BBC seleccionaron "Con Altura" como una de las mejores canciones de 2019. Medios como Pitchfork y Rolling Stone aclamaron la composición.

## Presentaciones en vivo
Desde su lanzamiento Rosalía incluyó al tema en su repertorio durante la gira mundial de El mal querer (2018) que le llevó por diferentes países y formando parte del cartel de festivales como el Lollapalooza de Argentina, Chile y Chicago, el Festival Coachella en Estados Unidos, Glastonbury Festival en Reino Unido o Primavera Sound y el Bilbao BBK Live en España. También llevó a cabo presentaciones en vivo en la gala de los Premios Billboard.

## Posicionamiento en listas
| Listas (2019)                                             | Posición máxima |
| --------------------------------------------------------- | --------------- |
| Argentina (Argentina Hot 100)                             | 1               |
| Bélgica (Ultratip Flanders)                               | 17              |
| Bolivia (Monitor Latino)                                  | 14              |
| Chile (Monitor Latino)                                    | 2               |
| Colombia (Monitor Latino)                                 | 2               |
| Colombia (National-Report)                                | 1               |
| Ecuador (National-Report)                                 | 31              |
| El Salvador (Monitor Latino)                              | 2               |
| España (PROMUSICAE)                                       | 1               |
| Estados Unidos (Bubbling Under Hot 100 Singles Billboard) | 18              |
| Estados Unidos (Hot Latin Songs Billboard)                | 12              |
| Francia (SNEP)                                            | 76              |
| Guatemala (Monitor Latino)                                | 13              |
| Grecia (IFPI Greece)                                      | 64              |
| Honduras (Monitor Latino)                                 | 17              |
| México Airplay (Billboard)                                | 1               |
| México Streaming (AMPROFON)                               | 7               |
| Nicaragua (Monitor Latino)                                | 17              |
| Panamá (Monitor Latino)                                   | 7               |
| Paraguay (Monitor Latino)                                 | 17              |
| Perú (Monitor Latino)                                     | 4               |
| Portugal (AFP)                                            | 55              |
| Puerto Rico (Monitor Latino)                              | 15              |
| República Dominicana (Monitor Latino)                     | 1               |
| Rumania (Airplay 100)                                     | 62              |
| Suiza (Schweizer Hitparade)                               | 98              |
| Uruguay (Monitor Latino)                                  | 5               |
| Venezuela (National-Report)                               | 1               |

## Certificaciones
| País           | Organismo certificador | Certificación         | Ventas certificadas | Ref.   |
| -------------- | ---------------------- | --------------------- | ------------------- | ------ |
| España         | (PROMUSICAE)           | 5× Platino            | 200 000             | [ 21 ] |
| México         | (AMPROFON)             | Diamante + 3x Platino | 480 000             | [ 22 ] |
| Polonia        | (ZPAV)                 | Oro                   | 20.000              | [ 23 ] |
| Estados Unidos | (RIAA)                 | 1x Platino            | 1.000.000           | [ 24 ] |

## Premios y nominaciones
| Año  | Organización           | Premio             | Resultado |
| ---- | ---------------------- | ------------------ | --------- |
| 2019 | MTV Millennial Awards  | Mejor Colaboración | Nominada  |
| 2019 | Premios Juventud       | Mejor Coreografía  | Nominada  |
| 2019 | Teen Choice Awards     | Choice Latin Song  | Nominada  |
| 2019 | MTV Video Music Awards | Best Latin Video   | Ganadora  |
| 2019 | MTV Video Music Awards | Best Choreography  | Ganadora  |
| 2019 | MTV Video Music Awards | Song of Summer     | Nominada  |
| 2019 | Latin Grammys          | Best Urban Song    | Ganadora  |